# Atlanticus palpalis
Atlanticus palpalis is een rechtvleugelig insect uit de familie sabelsprinkhanen (Tettigoniidae). De wetenschappelijke naam van deze soort is voor het eerst geldig gepubliceerd in 1920 door James A.G. Rehn en Morgan Hebard.
De soort werd ontdekt in de Chinese provincie Fukien (Fujian). Het was de eerste soort uit het geslacht Atlanticus die buiten Noord-Amerika werd aangetroffen.